# Закс Григорій Наумович
Григорій Наумович Закс (1894, місто Ковно, тепер Каунас, Литва — 30 травня 1943, виправно-трудовий табір) — радянський діяч, відповідальний секретар Шепетівського окружного комітету КП(б)У.

## Життєпис
Народився в єврейській родині.
Член РКП(б) з 1919 року.
У 1923 — лютому 1924 року — відповідальний секретар Маріупольського окружного комітету КП(б)У.
У серпні 1924 — серпні 1926 року — відповідальний секретар Шепетівського окружного комітету КП(б)У.
Із серпня 1926 року — в розпорядженні ЦК КП(б)У.
У листопаді 1926 — травні 1928 року — завідувач організаційного відділу Вінницького окружного комітету КП(б)У.
До серпня 1938 року — головний інженер Краматорського машинобудівного заводу Сталінської області.
У серпні 1938 року заарештований органами НКВС. 21 жовтня 1942 року засуджений до ув'язнення у виправно-трудових таборах, де помер 30 травня 1943 року. Посмертно реабілітований.